# Casa Sans Roca
La Casa Sans Roca és un edifici del municipi de Figueres (Alt Empordà) que forma part de l'Inventari del Patrimoni Arquitectònic de Catalunya.

## Descripció
Edifici cantoner situat al centre de la ciutat. És una casa de planta baixa, un pis i golfes, amb coberta a dues vessants. La cantonada de la casa és carreuada, com també ho són algunes de les obertures de la planta baixa, entre les quals destaca la porta d'accés en arc rebaixat. Al primer pis les obertures encara conserven els carreus originals, tot i que la façana està arrebossada. Aquest arrebossat té un esgrafiat decoratiu que imita carreus ben disposats. Interiorment, aquest casal es desenvolupa al voltant d'un pati central i que conserva, a la planta noble, enteixinats de fusta i voltes de maó pla, i a la superior, golfes amb una estructura de badius i jàsseres.